# تاپیرواران
تاپیرواران (به لاتین: Tapiroidea)، یک بالاخانواده از تک‌سم‌سانان است که شامل تاپیرهای نوین و خویشاوندان منقرض‌شده آنها است. از نظر طبقه‌بندی، آنها در زیرراستهٔ شاخدارریختان همراه با بالاخانواده کرگدن‌واران Rhinocerotoidea قرار می‌گیرند. نخستین اعضای تاپیرواران در ائوسن پیشین، ۵۵ میلیون سال پیش پدیدار شدند و در طول ائوسن در آمریکای شمالی و آسیا حضور داشتند. خانواده تاپیران برای نخستین بار در اوایل الیگوسن در اروپا پدیدار شد و گمان می‌رود که از خانواده تاپیرنمایان Helaletidae سرچشمه گرفته باشد.